# Atletika na Letních olympijských hrách 1912 – 200 metrů muži
 Běh na 200 metrů mužů na Letních olympijských hrách 1912 se uskutečnil  11. července v Stockholmu. 

## Výsledky finálového běhu
| *                | jméno             | země                   | čas  |
| ---------------- | ----------------- | ---------------------- | ---- |
| Zlatá medaile    | Ralph Craig       | Spojené státy americké | 21,7 |
| Stříbrná medaile | Donald Lippincott | Spojené státy americké | 21,8 |
| Bronzová medaile | Willie Applegarth | Velká Británie         | 22,2 |
| 4                | Richard Rau       | Německo                | 22,2 |
| 5                | Charles Reidpath  | Spojené státy americké | 22,3 |
| 6                | Donnell Young     | Spojené státy americké | 22,3 |